# هرمانية أنطونية
هرمانية أنطونية (الاسم العلمي:Hermannia antonii) هي نوع من النباتات تتبع جنس الهرمانية من الفصيلة الخلنجية.